# 2022년 칸 영화제
제75회 칸 영화제는 2022년 5월 17일부터 5월 28일까지 프랑스 칸에서 개최된다. 이번 영화제는 프랑스의 코로나19 여파로 인하여 지난 2년 동안 영화제가 취소 및 관객 제한이라는 난관 겪은 이후 처음으로 전면 대면관람으로 돌아갔다는 점에서 큰 의의를 지니게 되었다.
개막작으로는 프랑스의 미셸 하자나비시우스 감독이 연출한 《카메라를 멈추면 안돼! 프랑스에서도》이 선정되었다. 
이밖에도 《탑 건: 매버릭》의 월드 프리미어와 그 주연을 맡은 배우 톰 크루즈의 명예 황금종려상 수상으로 주목받았다.
이번 영화제의 공식 포스터로는 영화 《트루먼 쇼》 (1998년)의 마지막 씬을 오마주한 구성의 포스터가 채택되었다.

## 심사위원

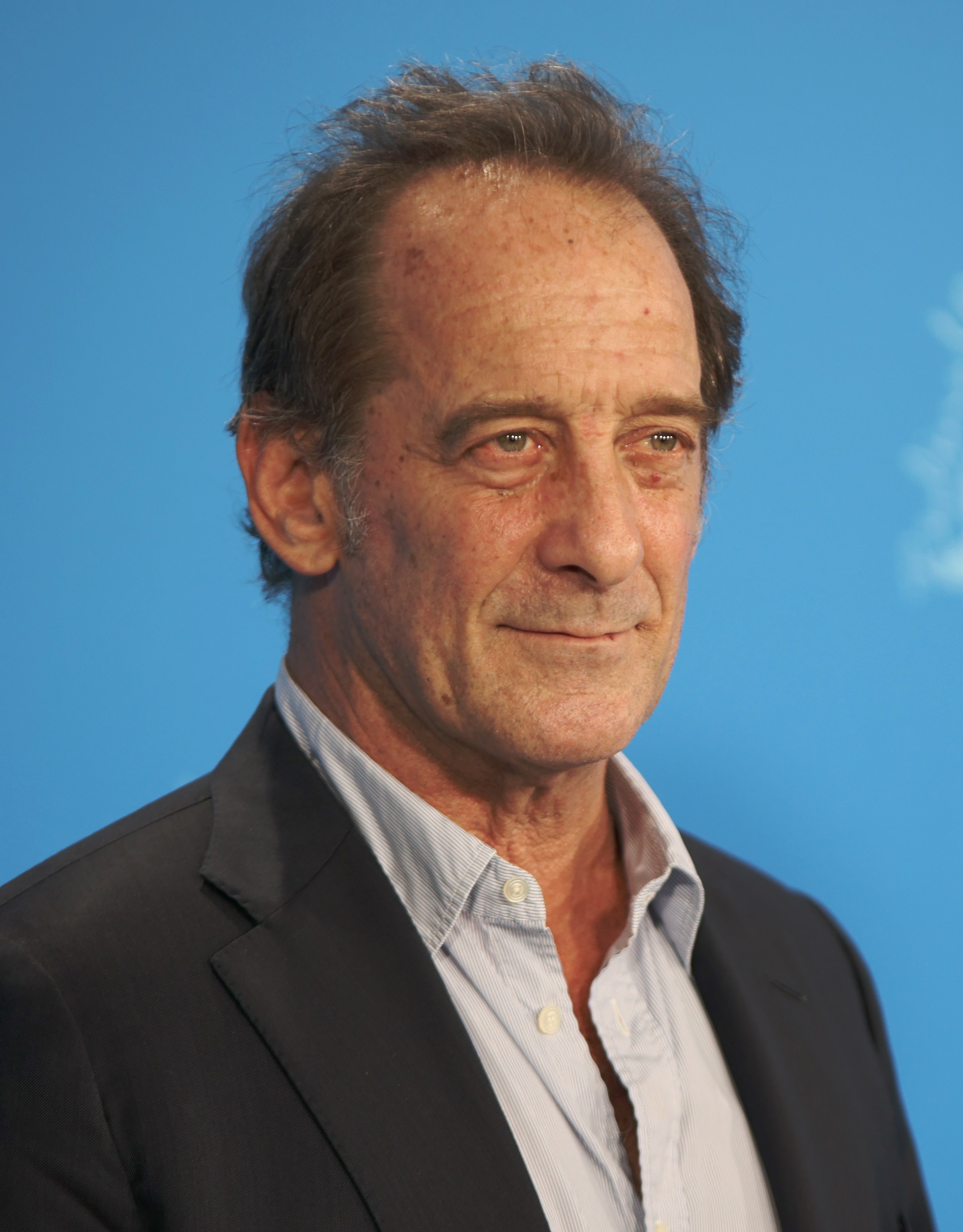
경쟁부문 심사위원장 뱅상 랭동

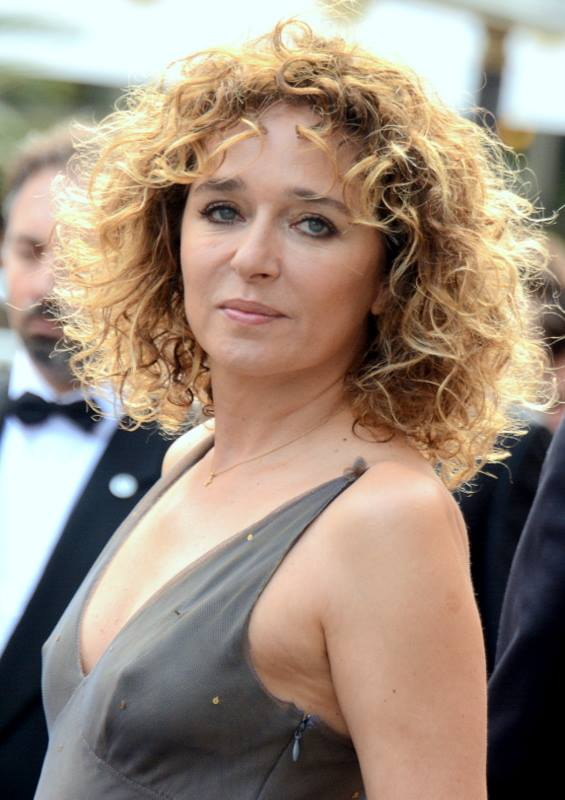
주목할 만한 시선 심사위원장 발레리아 골리노

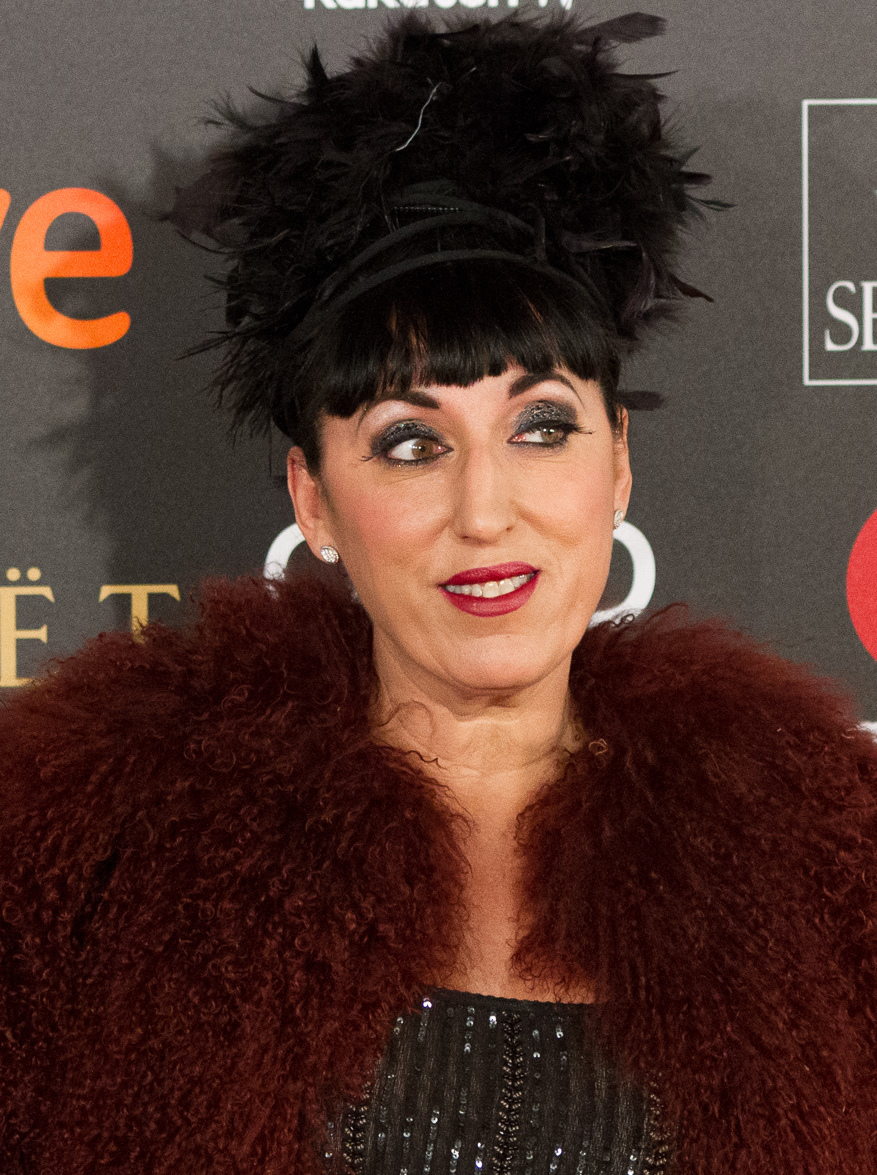
황금카메라상 심사위원장 로시 데 팔마

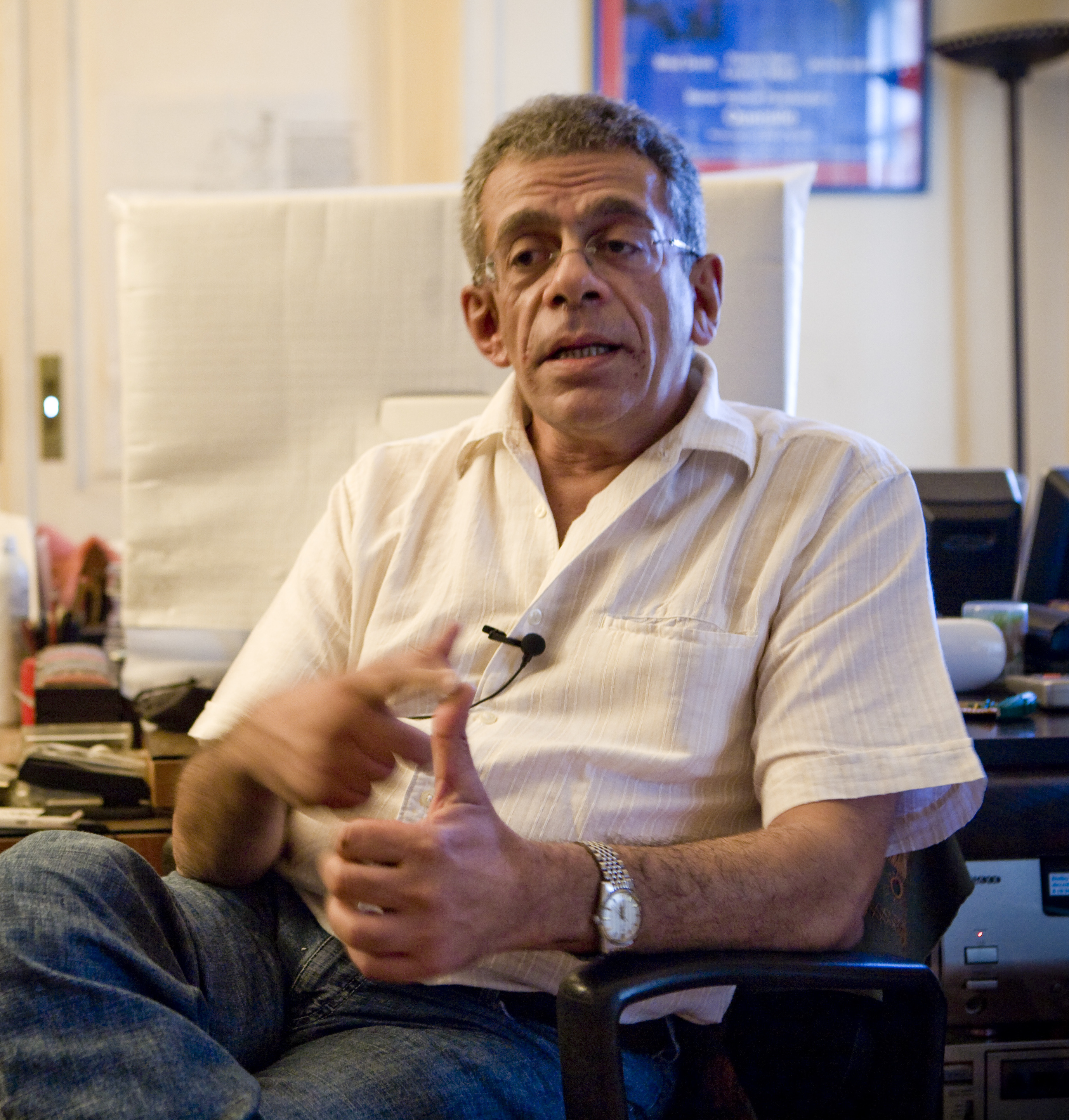
시네파운데이션 및 단편부문 심사위원장 유스리 라팔라

다음은 이번 영화제의 심사위원단이다.

### 경쟁부문
- 뱅상 랭동 - 프랑스의 배우, 심사위원장
- 아시가르 파르하디 - 이란의 감독, 각본가, 프로듀서
- 레베카 홀 - 영국계 미국 배우, 프로듀서, 감독, 각본가
- 라지 리 - 프랑스의 감독, 각본가, 배우, 프로듀서
- 제프 니컬스 - 미국의 감독, 각본가
- 디피카 파두콘 - 인도의 배우
- 노미 라파스 - 스웨덴의 배우
- 요아킴 트리에르 - 노르웨이의 감독, 각본가
- 재스민 트린카 - 이탈리아의 배우, 감독

### 주목할 만한 시선
- 발레리아 골리노 - 이탈리아의 배우, 감독 및 프로듀서, 심사위원장
- 뱅자맹 비올레 - 프랑스의 가수, 작사가, 배우, 프로듀서
- 데버라 그래닉 - 미국의 감독
- 요안나 쿨리크 - 폴란드의 배우
- 에드가르 라미레스 - 베네수엘라의 배우, 프로듀서

### 황금카메라상
- 로시 데 팔마 - 스페인의 배우, 심사위원장
- 나타즈카 크로시츠키 - ARRI 프랑스 CEO
- 뤼시앵 장바티스트 - 프랑스의 감독, 각본가, 배우
- 장클로드 라리외 - 프랑스의 촬영감독
- 사뮈엘 르 비앙 - 프랑스의 배우
- 올리비에 펠리송 - 프랑스의 영화평론가
- 엘레노르 베베르 - 프랑스의 배우, 작가

### 시네파운데이션 및 단편영화
- 유스리 나스랄라 - 이집트의 감독, 각본가
- 모니아 쇼크리 - 캐나다의 배우, 감독
- 펠릭스 모아티 - 프랑스의 배우, 감독
- 장클로드 라스피앙자 - 프랑스의 기자, 평론가
- 라우라 반델 - 벨기에의 감독, 각본가

### 독립 부문
국제비평가주간 상 (Semaine de la Critique)
- 카우테르 벤 하니아 - 튀니지의 감독, 각본가, 심사위원장
- 브누아 데비 - 벨기에의 촬영감독
- 베네딕트 엘링손 - 아이슬란드의 감독
- 허문영 - 대한민국의 영화평론가, 부산국제영화제 조직위원장
- 아리안 라베드 - 프랑스계 그리스 배우

황금눈상 (L'Œil d'or)
- 아그니에슈카 홀란트 - 폴란드의 감독, 심사위원장
- 피에르 들라동샹 - 프랑스의 배우
- 히캄 팔라 - 모로코의 아가디르 국제다큐멘터리 영화제 총괄위원장
- 이리나 칠리크 - 우크라이나의 감독, 작가
- 알렉스 비센테 - 스페인의 영화평론가

퀴어종려상 (Queer Palm)
- 카트린 코르시니 - 프랑스의 감독, 각본가, 심사위원장
- 자니 부지야니 - 프랑스의 배우, 감독, 각본가
- 마릴루 두퐁셸 - 프랑스의 언론인
- 스테판 리타우저 - 스위스의 감독
- 폴 스트러더스 - 오스트레일리아의 프로듀서

## 공식 부문 상영작

### 경쟁 부문
다음은 황금종려상 경쟁부문에 출품된 작품들이다.
| 한국어명            | 원제                                 | 감독                                       | 제작국가                    |
| ------------------- | ------------------------------------ | ------------------------------------------ | --------------------------- |
| 아마겟돈 타임       | Armageddon Time                      | 제임스 그레이                              | 미국                        |
| 보이 프롬 헤븐      | Boy from Heaven                      | 타릭 살레                                  | 스웨덴 핀란드               |
| 브로커              | 브로커                               | 고레에다 히로카즈                          | 대한민국                    |
| 남매                | Frère et sœur                        | 아르노 데플레생                            | 프랑스                      |
| 클로즈              | Close                                | 루카스 돈트                                | 벨기에 네덜란드 프랑스      |
| 미래의 범죄         | Crimes of the Future                 | 데이비드 크로넨버그                        | 캐나다 그리스               |
| 헤어질 결심         | 헤어질 결심                          | 박찬욱                                     | 대한민국                    |
| 여덟 개의 산        | Le otto montagne The Eight Mountains | 샤를로터 판데르메이르스, 펠릭스 판흐루닝언 | 이탈리아 벨기에             |
| EO                  | EO                                   | 예지 스콜리모프스키                        | 폴란드 이탈리아             |
| 아몬드나무들        | Les Amandiers Forever Young          | 발레리아 브루니 테데스키                   | 프랑스                      |
| 성스러운 거미       | Holy Spider                          | 알리 압바시                                | 프랑스 독일 스웨덴 덴마크   |
| 레일라의 형제들     | برادران لیلا Leila's Brothers        | 사이드 루스타이                            | 이란                        |
| 엄마와 아들         | Un petit frère Mother and Son        | 레오노르 세라이유                          | 프랑스                      |
| 노스탤지아          | Nostalgia                            | 마리오 마르토네                            | 이탈리아                    |
| 퍼시픽션            | Tourment sur les îles Pacifiction    | 알베르트 세라                              | 프랑스 스페인 포르투갈 독일 |
| R.M.N.              | R.M.N.                               | 크리스티안 문지우                          | 루마니아                    |
| 쇼잉 업             | Showing Up                           | 켈리 라이카트                              | 미국                        |
| 정오의 별           | The Stars at Noon                    | 클레르 드니                                | 프랑스                      |
| 차이코프스키의 아내 | Жена Чайковского                     | 키릴 세레브렌니코프                        | 러시아 프랑스 스위스        |
| 토리와 로키타       | Tori et Lokita                       | 다르덴 형제                                | 벨기에 프랑스               |
| 슬픔의 삼각형       | Triangle of Sadness                  | 루벤 외스틀룬드                            | 스웨덴 프랑스 영국 독일     |

### 주목할 만한 시선
다음은 주목할 만한 시선 부문에 출품된 작품들이다.
| 한국어명               | 원제                                        | 감독                   | 제작국가                          |
| ---------------------- | ------------------------------------------- | ---------------------- | --------------------------------- |
| 리턴 투 서울           | Retour à Séoul All the People I'll Never Be | 다비 초                | 프랑스                            |
| 푸른 카프탄            | Le Bleu du caftan                           | 마리암 투자니          | 모로코                            |
| 버닝 데이즈            | Kurak Günler                                | 에민 알페르            | 튀르키예                          |
| 버터플라이 비전 (CdO)  | Бачення метелика Butterfly Vision           | 막심 나코네츠니        | 크로아티아 체코 스웨덴 우크라이나 |
| 코르사주               | Corsage                                     | 마리 크로이처          | 오스트리아 프랑스 독일 룩셈부르크 |
| 도밍고와 안개          | Domingo y la niebla                         | 아리엘 에스칼란테 메사 | 코스타리카 카타르                 |
| 아버지와 군인 (개막작) | Tirailleurs Father & Soldier                | 마티외 바데피          | 프랑스 세네갈                     |
| 고들랜드               | Vanskabte Land Godland                      | 흘리누르 팔마손        | 덴마크 아이슬란드 프랑스 스웨덴   |
| 하르카 (CdO)           | Harka                                       | 로트피 네이선          | 튀니지                            |
| 조이랜드 (CdO)         | Joyland                                     | 사임 사디크            | 파키스탄                          |
| 최악의 인간들 (CdO)    | Les Pires                                   | 리즈 아코카, 로만 그레 | 프랑스                            |
| 지중해의 열기          | Mediterranean Fever                         | 마하 하지              | 팔레스타인                        |
| 메트로놈 (CdO)         | Metronom                                    | 알렉산드루 벨치        | 루마니아                          |
| 그 어느 때보다         | Plus que jamais More Than Ever              | 에밀리 아테프          | 독일 프랑스                       |
| 플랜 75 (CdO)          | Plan 75                                     | 하야카와 지에          | 일본                              |
| 로데오 (CdO)           | Rodéo                                       | 롤라 키보롱            | 프랑스                            |
| 지긋지긋한 나          | Syk Pike Sick of Myself                     | 크리스토퍼 보르글리    | 노르웨이                          |
| 사일런트 트윈스        | The Silent Twins                            | 아그네즈카 스모친즈카  | 폴란드 영국 미국                  |
| 스트레인저             | The Stranger                                | 토마스 M. 라이트       | 오스트레일리아                    |
| 군마 (CdO)             | War Pony                                    | 라일리 키오, 지나 가멜 | 미국                              |

(CdO) - 장편영화 감독 데뷔작으로 황금카메라상 수여 기준을 충족.

### 비경쟁 부문
다음은 비경쟁 부문 출품작이다.
| 한국어명                                    | 원제                            | 감독                      | 제작국가            |
| ------------------------------------------- | ------------------------------- | ------------------------- | ------------------- |
| 엘비스                                      | Elvis                           | 배즈 루어먼               | 오스트레일리아 미국 |
| 카메라를 멈추면 안돼! 프랑스에서도 (개막작) | Coupez !                        | 미셸 하자나비시우스       | 프랑스              |
| 이노센스                                    | L'Innocent                      | 루이 가렐                 | 프랑스              |
| 가면무도회                                  | Mascarade                       | 니콜라스 베도스           | 프랑스              |
| 11월                                        | Novembre                        | 세드리크 지메네즈         | 프랑스              |
| 쓰리 사우전드 이어스 오브 롱잉              | Three Thousand Years of Longing | 조지 밀러                 | 오스트레일리아 미국 |
| 탑건: 매버릭                                | Top Gun: Maverick               | 조셉 코신스키             | 미국                |
| 심야 상영                                   |                                 |                           |                     |
| 헌트                                        | 헌트                            | 이정재                    | 대한민국            |
| 무니지 데이드림                             | Moonage Daydream                | 브릿 모건                 | 미국                |
| 반역자                                      | Rebel                           | 아딜 엘 아르비, 빌랄 팔라 | 벨기에              |
| 담배를 피우면 기침이 난다                   | Fumer fait tousser              | 캉탱 뒤피외               | 프랑스              |

## 수상작

### 공식 부문

#### 경쟁 부문
다음은 경쟁 부문 출품작의 수상 목록이다.
- 황금종려상: 슬픔의 삼각형 (루벤 외스틀룬드)
- 그랑프리:
  - 클로즈 (루카스 돈트)
  - 정오의 별 (클레르 드니)
- 심사위원상:
  - EO (예지 스콜리모프스키)
  - 여덟 개의 산 (샤를로터 판데르메이르스 & 펠릭스 판흐루닝언)
- 감독상: 박찬욱 (헤어질 결심)
- 각본상: 타릭 살레 (보이 프롬 헤븐)
- 여우주연상: 자흐라 아미르 에브라히미 (성스러운 거미)
- 남우주연상: 송강호 (브로커)

#### 주목할 만한 시선
- 대상: 최악의 인간들 (리즈 아코카 & 로만 그레)
- 심사위원상:
- 감독상:
- 배우상:
- 특별심사위원상:
- 쿠프드쾨르 상:

#### 황금카메라 부문
- 황금카메라상: 군마 (라일리 키오 & 지나 가멜)

#### 단편 부문
- 단편 황금종려상:
- 특별상:

#### 시네파운데이션
- 1등상:
- 2등상:
- 3등상:

#### 명예 황금종려상
- 명예 황금종려상: 포레스트 휘태커, 톰 크루즈

### 독립 부문

#### 국제영화비평가연맹상
- 경쟁부문:
- 주목할 만한 시선:
- 페러럴 섹션:

#### 에큐메니컬상
- 에큐메니컬 심사위원상: 브로커 (고레에다 히로카즈)

#### 국제비평가주간
- 네스프레소 대상:
- 라이츠 신 디스커버리 단편부문상 :
- 루이스 로더러 재단 떠오르는 스타상:
- 간 재단 배급상 :
- SACD상:
- 카날+ 단편상:

#### 황금눈상
- 황금눈상:

#### 퀴어종려상
- 퀴어종려상: 조이랜드 (사임 사디크)

#### 프랑수아 샬레 상
- 프랑수아 샬레 상: